# Cephaloleia abdominalis
Cephaloleia abdominalis es un coleóptero de la familia Chrysomelidae.
Fue descrita científicamente en 1926 por Pic.